# Арахна
Арахна (грец. Αράχνη — павук) — міфічна дочка фарбаря пурпурових тканин, лідійця з Колофона Ідмона. Відома за міфом про змагання з богинею Афіною у майстерності.

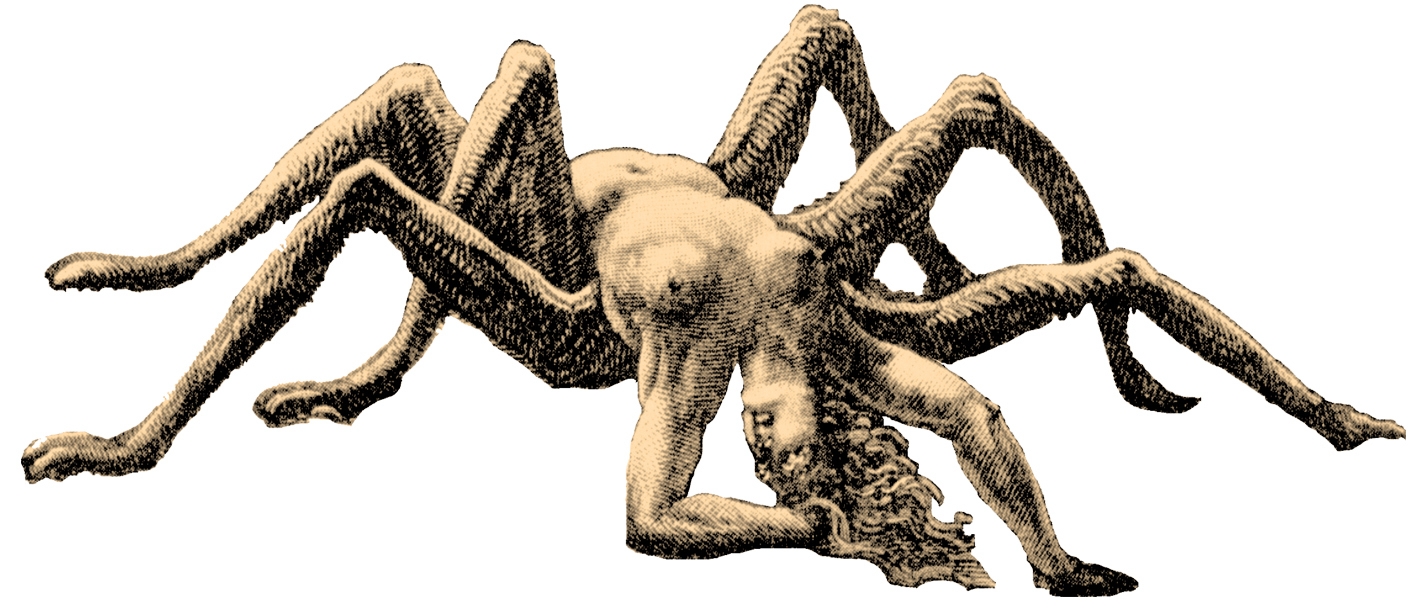
Арахна, фрагмент ілюстрації Гюстава Доре

Вправна у тканні й гаптуванні, Арахна викликала на змагання богиню Афіну та зіткала майстерне полотно, на якому були зображені любовні пригоди богів. Заздрячи їй, Афіна розірвала тканину, Арахна з розпуки повісилася. Вгамувавши свій гнів, Афіна обернула Арахну на павука, а мотузку, на якій та повісилася, на павутину.

## Міф про Арахну
За поемою Овідія «Метаморфози», Арахна славилася на всю Лідію своїм мистецтвом. Навіть німфи зі схилів Тмолу і з берегів Пактолу прибували милуватися її роботою. Арахна пряла нитки, подібні до туману, що були прозорі, як повітря, і гордилася, що володіє найбільшою у світі майстерністю ткацтва.
Якось вона вигукнула щоб сама Афіна Паллада прийшла на змагання з нею. Афіна, набувши вигляду старої жінки, з'явилася поруч і застерегла прагнути перевершити лише смертних у своєму мистецтві, але не богів. Розгнівана Арахна на це відповіла, щоб стара не сміла повчати її та зауважила, що Афіна не посміла з'явитися на змагання з нею. В цю мить богиня, набравши свого справжнього вигляду, постала перед Арахною. Та все-одно вирішила змагатися і обоє взялися за роботу. Афіна виткала на своєму покривалі посередині величний Афінський Акрополь, а на ньому зобразила свою суперечку з Посейдоном за владу над Аттикою. Також вона виткала всіх олімпійських богів та по кутах зобразила, як карають боги людей за непокірність, оточивши все вінком з листя оливи. Арахна ж зобразила на своєму покривалі багато сцен із життя богів, у яких боги виявляють себе слабкими, з людськими пристрастями. Навколо ж виткала вінок із квітів, перевитих плющем. Найвищої досконалості була робота Арахни, вона не поступалася в красі роботі Афіни, але в її зображеннях було видно неповагу до богів. Афіна не змогла знайти жодного недоліку в роботі смертної Арахни і з заздрощів розірвала її роботу.
Арахна не знесла ганьби: вона зсукала мотузку, зробила петлю і повісилася. Афіна звільнила з петлі Арахну і прирекла як кару за її гординю вічно ткати, обернувши її на павука, а мотузку — на павутину.

## Трактування міфу про Арахну
На думку Роберта Ґрейвса, в оповіді про Арахну відображено торгове суперництво між афінянами та лідійцями. У критському Мілеті, вихідці з якого заснували карійський Мілет, який вважався найбільшим експортером фарбованих вовняних тканин в стародавньому світі, були виявлені численні печатки з емблемою у вигляді павука. Це свідчить про наявність у цьому місті розвиненої текстильної промисловості на початку другого тисячоліття до н. е. Деякий час мілетці контролювали прибуткову понтійську торгівлю і мали склади в Навкратісі в Єгипті. Заздрість афінян до них відображена в міфі про заздрість богині Афіни до Арахни.